# تشارلز دورنينج
تشارلز دورنينج (بالإنجليزية: Charles Durning)‏ (و. 1923 – 2012 م) هو ممثل، وممثل أفلام، وممثل مسرحي، وممثل تلفزيوني من الولايات المتحدة الأمريكية . ولد في هايلاند فالس .
توفي في مدينة نيويورك .

## جوائز وترشيحات
حصل على جوائز منها:
- ميدالية النجمة البرونزية
- وسام جوقة الشرف
- Purple Heart
- ستار سيلفر.

ترشح لـ:
- جائزة الأوسكار لأفضل ممثل مساعد، عن عمل:The Best Little Whorehouse in Texas (1982)
- جائزة الأوسكار لأفضل ممثل مساعد، عن عمل:To Be or Not to Be.

## روابط خارجية
- تشارلز دورنينج على موقع IMDb (الإنجليزية)
- تشارلز دورنينج على موقع روتن توميتوز (الإنجليزية)
- تشارلز دورنينج على موقع ألو سيني (الفرنسية)
- تشارلز دورنينج على موقع ميوزك برينز (الإنجليزية)
- تشارلز دورنينج على موقع ميوزك برينز (الإنجليزية)
- تشارلز دورنينج على موقع تيرنر كلاسيك موفيز (الإنجليزية)
- تشارلز دورنينج على موقع أول موفي (الإنجليزية)
- تشارلز دورنينج على موقع قاعدة بيانات برودواي على الإنترنت (الإنجليزية)
- تشارلز دورنينج على موقع قاعدة بيانات الأفلام السويدية (السويدية)
- تشارلز دورنينج على موقع إن إن دي بي (الإنجليزية)
- تشارلز دورنينج على موقع بوكس ريك (الإنجليزية) (registration required)